# Sudivka, Dîkanka
Sudivka (în ucraineană Судівка) este un sat în comuna Velîka Rudka din raionul Dîkanka, regiunea Poltava, Ucraina.

## Demografie
Componența lingvistică a localității Sudivka
     Ucraineană (100%)
Conform recensământului din 2001, toată populația localității Sudivka era vorbitoare de ucraineană (100%).